# Eurycletodes irelandica
Eurycletodes irelandica är en kräftdjursart som beskrevs av K. M. Roe 1966. Eurycletodes irelandica ingår i släktet Eurycletodes och familjen Argestidae. Inga underarter finns listade i Catalogue of Life.